# Ferrières (Tarn)
Ferrières korábbi község Franciaország Okcitánia régiójában, Tarn megyében. Lakosainak száma 157 fő (2018. január 1.). Ferrières Le Bez, Fontrieu és Vabre községekkel határos.
2016. január 1-jén Castelnau-de-Brassac és Le Margnès korábbi községgel egyesült és az így létrejött Fontrieu új község része lett.

## Népesség
A település népességének változása:
| Lakosok száma | 253  | 207  | 175  | 196  | 180  | 147  | 134  | 159  | 158  | 157  |
|               | 1962 | 1968 | 1975 | 1982 | 1990 | 2008 | 2013 | 2015 | 2017 | 2018 |